# لکه‌ماهی بلوچی

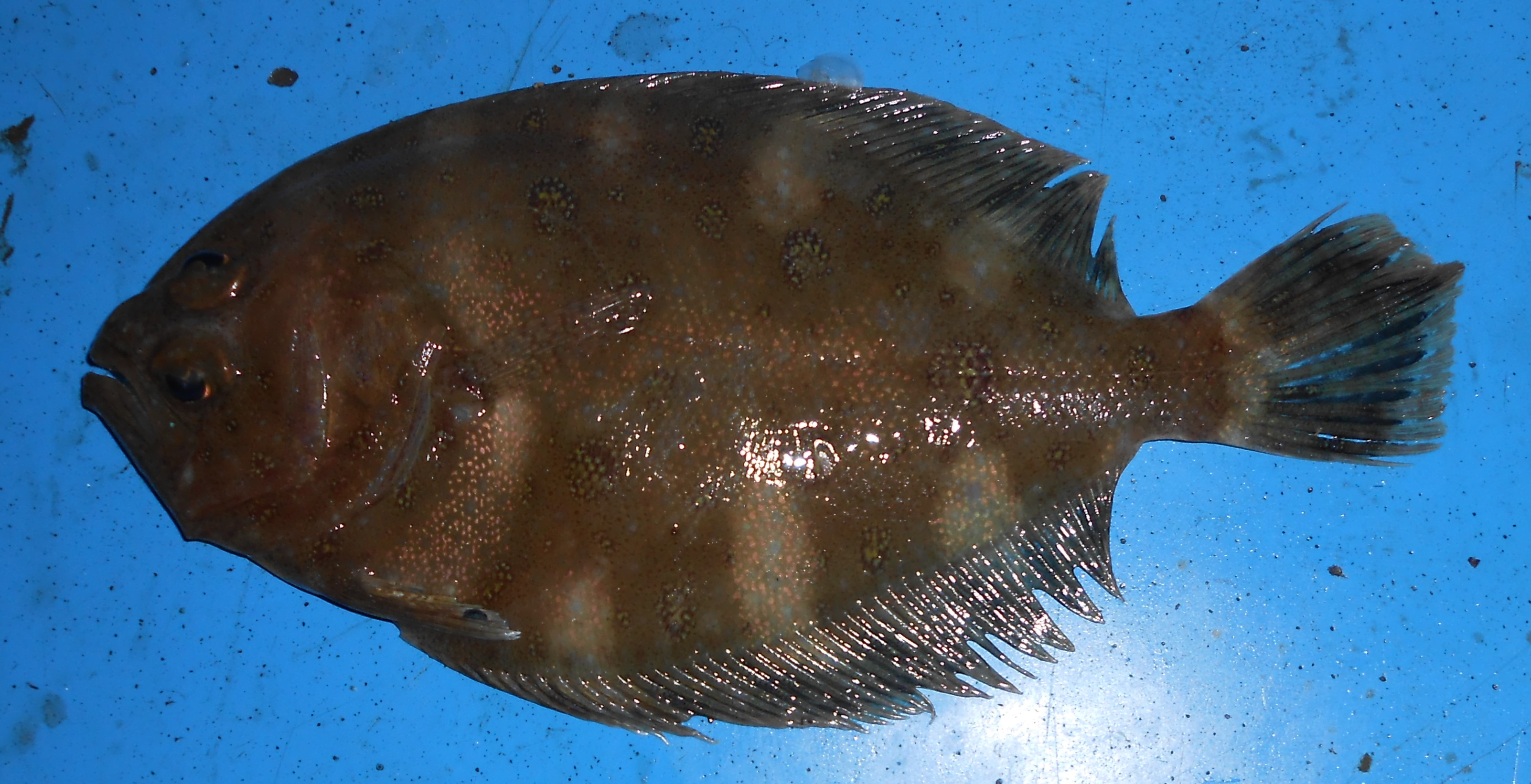
لکه‌ماهی بلوچی

لکه‌ماهی بلوچی (نام علمی: Cephalopsetta ventrocellatus) نام یک گونه از تیره کفشک‌ماهیان دندان‌بزرگ است.